# Liste der Kulturdenkmäler in Berg (Pfalz)
In der Liste der Kulturdenkmäler in Berg (Pfalz) sind alle Kulturdenkmäler der rheinland-pfälzischen Ortsgemeinde Berg (Pfalz) einschließlich des Ortsteils Neulauterburg aufgeführt. Grundlage ist die Denkmalliste des Landes Rheinland-Pfalz (Stand: 26. Juni 2023).

## Einzeldenkmäler
| Bezeichnung                         | Lage                                                      | Baujahr                            | Beschreibung | Bild                           |
| ----------------------------------- | --------------------------------------------------------- | ---------------------------------- | --- | ------------------------------ |
| Wohnhaus                            | Berg, Lammstraße 6 Lage                                   | zweite Hälfte des 18. Jahrhunderts | Fachwerkhaus, zweite Hälfte des 18. Jahrhunderts                                                                                                  | Fotos hochladen                |
| Hofanlage                           | Berg, Ludwigstraße 29 Lage                                | um 1800                            | Hofanlage; stattliches eingeschossiges Fachwerkhaus, um 1800 oder aus der ersten Hälfte des 19. Jahrhunderts, kleine, wohl ältere Fachwerkscheune | Fotos hochladen                |
| Mühle Berizzi                       | Berg, Ludwigstraße 32 Lage                                | 18. Jahrhundert                    | stattlicher Mansardwalmdachbau, 18. Jahrhundert, Nebengebäude aus dem 19. Jahrhundert                                                             | Fotos hochladen                |
| Katholische Kirche St. Bartholomäus | Berg, Ludwigstraße 53 Lage                                | 1744                               | dreiachsiger Saalbau, 1744, Turm und Eingangsvorhalle nach 1945                                                                                   | weitere Bilder Fotos hochladen |
| Wohnhaus                            | Berg, Reisigstraße 5 Lage                                 | zweite Hälfte des 18. Jahrhunderts | Fachwerkhaus, zweite Hälfte des 18. Jahrhunderts                                                                                                  | Fotos hochladen                |
| Wohnhaus                            | Berg, Reisigstraße 10 Lage                                | 1808                               | eingeschossiges Fachwerkhaus, teilweise verkleidet, bezeichnet 1808                                                                               | Fotos hochladen                |
| Wohn- und Geschäftshaus             | Berg, Theresienstraße 6 Lage                              | 18. Jahrhundert                    | Wohn- und Geschäftshaus; Fachwerkbau, teilweise massiv, 18. Jahrhundert                                                                           | Fotos hochladen                |
| Gasthaus Drei Könige                | Berg, Theresienstraße 9 Lage                              | 1753                               | stattliches Fachwerkhaus, teilweise massiv, angeblich bezeichnet 1753                                                                             | Fotos hochladen                |
| Wegekreuz                           | Berg, westlich des Ortes an der K 20; Flur Neistücke Lage | 1880                               | Wegekreuz; Kruzifix, bezeichnet 1880 | Fotos hochladen                |
| Gasthaus Zum Bayerischen Hof        | Neulauterburg, Hagenbacher Straße 6 Lage                  | erste Hälfte des 19. Jahrhunderts  | stattliches Fachwerkhaus, teilweise massiv, erste Hälfte des 19. Jahrhunderts                                                                     | Fotos hochladen                |
| Wohnhaus                            | Neulauterburg, Kandeler Straße 11 Lage                    | erste Hälfte des 19. Jahrhunderts  | eingeschossiger Fachwerkbau, Mansarddach, erste Hälfte des 19. Jahrhunderts                                                                       | Fotos hochladen                |
| Wohnhaus                            | Neulauterburg, Scheibenhardter Straße 13 Lage             | 1825                               | eingeschossiger Fachwerkbau, teilweise massiv, erste Hälfte des 19. Jahrhunderts (erbaut 1825)                                                    | Fotos hochladen                |